# Wielka Loża Londynu

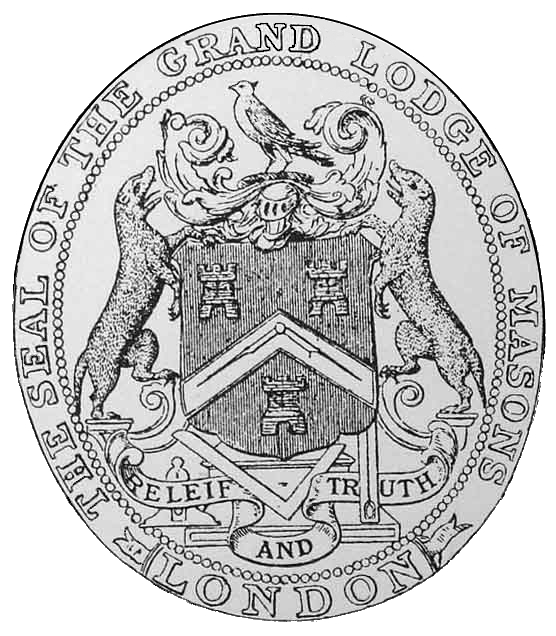
Pieczęć loży.

Wielka Loża Londynu (ang. Grand Lodge of London) – pierwsza wielka loża masońska założona 24 czerwca 1717 w Londynie w gospodzie „Pod gęsią i rusztem” (Goose and Gridiron) przez trzy loże londyńskie i lożę Westminster.

## Wielcy mistrzowie
- 1717, Anthony Sayer
- 1718, George Payne
- 1719, John Theophilus Desaguliers
- 1720, George Payne
- 1721–1723, John Montagu
- 1723, Philip Wharton
- 1723–1724 Francis Scott
- 1724 Charles Lennox
- 1725, James Hamilton
- 1726, William O’Brien
- 1727, Henry Hare
- 1728, James King
- 1730, Thomas Howard
- 1731, Thomas Coke
- 1732, Anthony Browne
- 1733, James Lyon
- 1734, John Lindsay
- 1735, Thomas Thynne
- 1736, John Campbell
- 1737, Edward Bligh
- 1738, Henry Brydges
- 1739, Robert Raymond
- 1740, John Keith
- 1741, James Douglas
- 1742–1744, John Ward
- 1745–1747, James Cranstoun
- 1747–1752, William Byron
- 1752–1753, John Proby
- 1754–1757, James Brydges
- 1757–1762, Sholto Douglas
- 1762–1764, Washington Shirley
- 1764–1767, Cadwallader Blayney
- 1767–1772, Henry Somerset
- 1772–1777, Robert Edward Petre
- 1777–1782, George Montagu
- 1782–1790, Henryk, książę Cumberland i Strathearn
- 1792–1812, Jerzy, książę Walii
- 1790–1812 Francis Rawdon-Hastings, 1. markiz Hastings (pełniący obowiązki)
- 1813, August Fryderyk, książę Sussex